# Koppom
Koppom – miejscowość (tätort) w Szwecji, w regionie administracyjnym (län) Värmland, w gminie Eda.
Według danych Szwedzkiego Urzędu Statystycznego liczba ludności wyniosła: 669 (31 grudnia 2015), 672 (31 grudnia 2018) i 653 (31 grudnia 2019).